# Panturist
Panturist d.d. je bila autobusna prijevoznička tvrtka iz Osijeka čije su osnovne djelatnosti održavanje prigradskog prijevoza u Slavoniji, međugradskog prijevoza u Hrvatskoj i međunarodnog putničkog prijevoza.

## Povijest
Panturist je osnovan 1946. godine kao prva tvrtka za prijevoz putnika u Slavoniji. Djelatnost je u početku obavljana s četiri polovna autobusa koji su održavali dvije međugradske linije. Kroz višedesetljetno razdoblje Panturist se po voznom parku i mreži autobusnih linija razvio u jednog od najvećih autobusnih prijevoznika u Hrvatskoj.
Krajem 1990-ih i početkom 2000-ih osnovane su tvrtke kćeri za obavljanje prijevoza i turizam te za autoservisne usluge:
- Panthus d.o.o. sa sjedištem u Belom Manastiru
- Panturist plus d.o.o. sa sjedištem u Osijeku
- Panservis d.o.o. sa sjedištem u Osijeku

U srpnju 2006. Panturist je prodan francuskoj korporaciji Veolia Transport. U sklopu racionalizacije poslovanja tvrtke kćeri su, u veljači 2007., ponovno pripojene matičnoj tvrtki, no, unatoč tomu, Panturist je ostvarivao negativne rezultate u poslovanju koji su se nastavili i idućih godina, pa su uslijedila ukidanja neprofitabilnih polazaka i cijelih linija. Takvi potezi smanjili su gubitke, no oni su se nastavili i uprava Veolije je sredinom 2012. odlučila povući se iz Panturista, kao i svih tržišta srednje i jugoistočne Europe. Početkom 2013. novim vlasnikom Panturista postala je međunarodna korporacija Arriva.
U prosincu 2023. Panturist je pripojen Autotransu i prestaje postojati kao tvrtka.

## Vanjske poveznice
- Službene stranice  Arhivirana inačica izvorne stranice od 19. travnja 2017. (Wayback Machine) (hrv.) (engl.)